# Longthang Drölma Lhakhang
| Tibetische Bezeichnung                                |
| ----------------------------------------------------- |
| Tibetische Schrift: ཀློང་ཐང་སྒྲོལ་མ་ལྷ་ཁང ༌                 |
| Wylie-Transliteration: klong thang sgrol ma lha khang |
| THDL-Transkription: longtang drölma lhakhang          |
| Chinesische Bezeichnung                               |
| Vereinfacht: 隆塘卓玛寺                               |
| Pinyin:Longtang Zhuoma si                             |

Der tibetische Tempel Longthang Drölma Lhakhang  (tib.: klong thang sgrol ma lha khang) wurde in der Zeit des Königs Songtsen Gampo (srong btsan sgam po) in Kham (khams) in der Region Danma (dan ma) erbaut. Es ist einer aus der Gruppe der vier Runon-Tempel (ru gnon gyi gtsug lag khang bzhi) der sogenannten Zwölf geomantischen Tempel. Er soll sich auf der rechten Hand der Dämonin (srin mo) befinden.
Die Tempelstätte liegt im Kreis Dêgê (sde dge) von Kardze in der südwestchinesischen Provinz Sichuan.

### Nachschlagewerke
- Zang-Han da cidian. Peking 1985